# Loïc Attely
Loïc Attely (ur. 26 listopada 1977 w Cambrai) – francuski florecista, czterokrotny medalista mistrzostw świata i Europy.
Podczas mistrzostw świata w Nîmes w 2001 roku Francuzi w składzie: Brice Guyart, Loïc Attely, Jean-Noël Ferrari i Franck Boidin zdobyli złoty medal w zawodach drużynowych. W rywalizacji indywidualnej wywalczył srebrny medal, przegrywając w finale z Włochem Salvatore Sanzo. Na rozgrywanych rok później mistrzostwach świata w Lizbonie zdobył drużynowo srebrny medal. Ponadto na mistrzostwach świata w Turynie (2006) Francuzi z Attelym w składzie ponownie zwyciężyli w zawodach drużynowych.
Wystartował na igrzyskach olimpijskich w Atenach w 2004 roku, gdzie drużynowo był piąty, a indywidualnie zajął dwunaste miejsce.
Ponadto zdobył brązowy medal indywidualnie na mistrzostwach Europy w Funchal (2000) oraz brązowy drużynowo na mistrzostwach Europy w Zalaegerszeg (2005).